# 布鲁克·哈利迪
布鲁克·哈利迪（英語：Brooke Halliday，1995年10月30日—），生于哈密尔顿，新西兰女子板球运动员。她曾代表新西兰国家队参加2022年英联邦运动会板球比赛，获得一枚铜牌。